# Újezdec (Svitavyi járás)
Újezdec település Csehországban, a Svitavyi járásban. Újezdec Cerekvice nad Loučnou, Bučina, Morašice és Makov településekkel határos. Lakosainak száma 124 fő (2024. január 1.).

## Népesség
A település lakosságának változását az alábbi diagram mutatja:
| Lakosok száma | 331  | 385  | 337  | 219  | 123  | 89   | 100  | 108  | 120  | 124  |
|               | 1869 | 1890 | 1921 | 1950 | 1980 | 2001 | 2017 | 2019 | 2022 | 2024 |